# لويس ألبرتو ريكو
لويس ألبرتو ريكو (بالإسبانية: Luis Alberto Rico)‏ هو سياسي مكسيكي، ولد في 9 نوفمبر 1938 في مدينة مكسيكو في المكسيك. حزبياً، نشط في حزب العمل الوطني. وقد انتخب عضو مجلس الشيوخ من المكسيك وانتخب عضو مجلس النواب المكسيك.